# Oficina sense paper
Una oficina tradicional consisteix en un sistema compost d'infinitat de tipus contenidors on emmagatzemar els documents com carpetes, caixes, manxes i molts altres, tots ells requerint grans quantitats d'espai i subjectes a la degradació.
Les empreses es veuen obligades a mantenir aquests documents en bon estat de conservació per llargs períodes incorrent en despeses bastant significatives en equips i manteniment depenent de la seva grandària i volum de negoci.
Com a contrapartida, l’oficina sense paper representa un model més modern que pot consistir solament en una taula, una cadira i un ordinador connectat a la xarxa informàtica corporativa. Els usuaris emmagatzemen, recuperen i utilitzen solament documentació digital que s'emmagatzema localment o s'envia a través de la xarxa corporativa o d'Internet.

## Història
L'oficina sense paper, és un concepte relativament antic que data dels anys 1940 quan es dona a conèixer la idea de l'oficina del futur. Amb l'arribada dels ordinadors personals, aquesta idea pren renovat impuls, no obstant això, els moderns i cada vegada més assequibles sistemes d'impressió i fotocòpiat van causar l'efecte contrari.
cal destacar l'aparició d'un article aparegut en Business Week en 1975 que va predir la imminent adopció de l'oficina sense paper. D'altra banda, 60 anys de profecias van danyar molt aquest innovador concepte al llarg dels anys.
És amb l'arribada d'Internet (web i correu electrònic) que aquesta tendència torna a reprendre's tota la seva força.
Avui dia, l'oficina sense paper és considerada una filosofia innovadora que permet treballar amb la quantitat mínima de paper convertint tota mena de documents al format digital. Amb l'aparició de cada vegada més moderns i complets programes de gestió empresarial, MRPs i ERPs.
Amb la maduresa de conceptes com la factura electrònica i la signatura electrònica, s'eliminen dos murs abans insalvables com l'eliminació de factures i contractes en paper. Gràcies a la signatura digital, les versions electròniques d'aquests tipus de documents es consideren fins i tot més segures que els seus predecessors.

## Impacte mitjà ambiental
L'impacte de l'oficina sense paper sobre l'entorn pot arribar a ser enorme, solament a Espanya s'utilitza per a la producció de paper destinada a la impressió de factures, un bosc de la grandària de 700 camps de futbol, cada any.
A causa de la facilitat d'ús dels nous sistemes d'impressió, entre els anys 1980 i 2000 la quantitat de paper consumit en oficines va créixer un 100%. A partir de l'any 2000 es va detenir aquest creixement i des de llavors ha començat a decréixer el consum de paper en les oficines, teòricament a causa del canvi generacional, la nova generació prefereix llegir els documents directament en la pantalla en lloc d'imprimir-los per llegir-los després.

## Barreres per a la seva implantació definitiva
Per a la seva total implantació existeixen diverses barreres a superar:
- Processos de negoci ja establerts.
- Regulacions governamentals.
- Desconeixement de la tecnologia i les seves eines.
- La longevitat dels documents digitals.

A Espanya, l'adopció de la factura digital per part del l'Agència Estatal de l'Administració Tributària i el suport del Ministeri d'Indústria, Turisme i Comerç han suposat un gran impuls per a l'adopció de l'oficina sense paper; si bé l'adopció real, especialment en les pimes és reduïda, s'han assegut les bases per al seu futur desenvolupament.

## Fracàs relatiu i replantejament
A pesar que les iniciatives i previsions sobre l'oficina sense paper es remunten més de 70 anys, la implantació pràctica d'aquest concepte ha fracassat en termes generals.
Al començament del segle XXI amb la popularització d'internet i els equips informàtics de treball el consum de paper i la impressió de documents van sofrir un espectacular increment que va fer replantejar-se el mateix concepte de l’oficina sense paper.
Així mateix, es va assistir a la constatació paradoxal que els suports digitals (CD, DVD, discos durs externs) eren molts més vulnerables que el suport paper per a conservació a llarg termini o resistència a l'obsolescència tecnològica. A això es van unir els efectes de l'operació Megaupload que va posar de manifest que la substitució del paper per la distribució de documents digitals basats en eines vinculades a internet comportava el risc que una operació similar o un atac contra els servidors privés a organitzacions i particulars dels seus documents digitals.
Per això, s'ha assistit a una florida de les crítiques al model d'oficina sense paper titllant-ho de ser una mera entelèquia i apareixent una nova conceptualització híbrida en la qual s'admet la factibilitat i èxit de l'erradicació del paper en determinades àrees (comunicació via correu electrònic de les diferents seccions de l'organització, facturació electrònica, etc.), mentre que s'admetia la impossibilitat d'eliminar el paper completament de determinades tasques de les oficines (conservació a llarg termini, treball sobre documents en paper, etc.) orientant-se en canvi els esforços de gestió documental i eficiència econòmica a reduir el paper pre-imprès.